# Школа № 1505 «Преображенская»
Школа № 1505 «Преображенская» — государственное бюджетное образовательное учреждение, расположенное на востоке Москвы, на Второй Пугачёвской улице, дом 6а.

## Общие сведения
В комплекс школы входит 10 зданий: 3 школы общего и среднего образования, 1 начальная школа и 6 детских садов.
Набор учащихся в 5 класс происходит на конкурсной основе по результатам вступительных испытаний. Добор в 6-11 классы осуществляется только при наличии свободных мест и осуществляется также на конкурсной основе. Для абитуриентов, поступающих в 5 класс, организованы подготовительные курсы.
В гимназии обучаются дети с 5 по 11 класс, введена шестидневная учебная неделя, продолжительность урока 40 минут, начало занятий в 9:00.
Общая численность: около 500 учеников, три класса в параллели; средняя наполняемость классов — 30 человек при делении на 2-3 подгруппы в разных предметных областях.

## История
Основана в 1936 году как средняя школа № 388. В 1981 году в школе по инициативе тогдашнего директора Наума Ефимовича Сартана организованы первые в Москве педагогические классы для целенаправленной углубленной подготовки абитуриентов педагогических вузов. В 1991 году преобразована в Московскую городскую педагогическую гимназию.
4 раза включалась в рейтинг «100 лучших школ России» по версии журнала «Карьера» (третье место в 1999 году), в 2007 году вошла в число победителей конкурса общеобразовательных учреждений, внедряющих инновационные образовательные программы. На 2023 год школа входит в топ 170 образовательных организаций по качеству образования московских школьников
- Основана в 1936 году как средняя школа № 388;

- На 2-й Пугачевской ул. с 1956 года.
- 15.08.1989 — приказ Московского Городского комитета по народному образованию № 480 об открытии общеобразовательной школы-гимназии № 388 Куйбышевского р-на г. Москвы;
- 09.12.1991 — приказ Московского Департамента образования № 488 о переименовании школы в Московскую городскую педагогическую гимназию;
- 08.04.2006 — приказ Московского Департамента образования № 129 о переименовании гимназии в Московскую городскую педагогическую гимназию-лабораторию № 1505;
- 11.08.1998 — приказ Московского Комитета образования № 432 о переименовании гимназии в Государственное образовательное учреждение гимназию № 1505 «Московская городская педагогическая гимназия-лаборатория»;
- 27.10.2011 — приказ Департамента образования города Москвы № 810 о переименовании гимназии в Государственное бюджетное образовательное учреждение города Москвы гимназию № 1505 «Московская городская педагогическая гимназия-лаборатория»;

- 26.06.2013 — приказ Департамента образования города Москвы № 287 о реорганизации государственных бюджетных образовательных учреждений города Москвы; к Гимназии присоединены СОШ № 1032 и Д/с № 888, комплекс получил наименование Государственное бюджетное образовательное учреждение города Москвы гимназию № 1505 «Московская городская педагогическая гимназия-лаборатория»;
- 09.06.2014 — приказ Департамента образования города Москвы № 433 о реорганизации государственных бюджетных образовательных учреждений города Москвы; к Гимназии присоединены СОШ № 1690 и СОШ № 650 с уже имеющимися в их составе детскими садами;
- Гимназия № 1505 4 раза включалась в Рейтинг 100 лучших школ России журнала «Карьера» (третье место в 1999 году);
- В 2007 году вошла в число победителей конкурса общеобразовательных учреждений, внедряющих инновационные образовательные программы;
- 2012 год — Грант Мэра Москвы (Топ 200 школ Москвы);
- 2012 год — В фойе гимназии открыта мемориальная доска Абрама Григорьевича Липкинда, много лет проработавшего в школе № 388 учителем географии;
- 2013 год — Грант Мэра Москвы (Топ 200 школ Москвы);
- Участник рейтинга школ, показавших высокие образовательные результаты в 2012—2013 году;
- 2014 год — Грант Мэра Москвы (78-е место в Топ 200 школ Москвы)[5];
- 2014 год — Гимназия вошла в топ 500 лучших школ России[6];
- 2014 год — Сайт Гимназии gym1505.ru признан лучшим школьным сайтом России на конкурсе, который проводил Российский новый университет (РосНОУ) и издательство «Просвещение»[7];
- 2016 год — В фойе гимназии открыта мемориальная доска Наума Ефимовича Сартана, директора школы в 1973—1986 гг
- Август 2017 года — Переименование МГПГЛ 1505 в Школу № 1505 «Преображенскую»

## Особенности учебного процесса
Образовательная программа гимназии соответствует требованиям Федерального компонента Государственного образовательного стандарта. Обучение по некоторым предметам ведётся по авторским программам, подготовленными преподавателями гимназии. Применяется вариативность обучения, благодаря чему учащиеся могут выбирать часть курсов по своему желанию. Школа активно участвует в московских образовательных проектах: IT класс, медиакласс, медицинский класс, инженерный класс, естественно-научная вертикаль, IT-вертикаль, математическая вертикаль.
Особенности обучения:
- деление классов на образовательные траектории в 5-8 классах для изучения ряда предметов
- активное участие гимназистов в проектной деятельности (с 6 класса) и исследовательской работе (с 9 класса)
- в 9-11 классах профильные подгруппы, которые состоят из двух или трех предметов по выбору ученика, которые будут изучаться углублённо
- участие гимназистов в педагогических и социальных практиках.

## Дополнительное образование
Театральная студия гимназии (в то время школы № 388) была образована в 1977 году. С 1989 года её возглавляет учитель русского языка и литературы В. А. Терехов, «Почётный работник образования». В 2006 году была открыта театральная студия «Английский театр». Работает студия бальных танцев.
С 2005 года проводятся межшкольные выездные историко-культурологические конференции. В 1996 году при гимназии на базе собрания Хорезмской археологической экспедиции был создан музей «Археологические памятники Евразии». Фонды музея содержат более миллиона подлинных вещей из раскопок экспедиций РАН и других сборов. В музее проводятся занятия по курсам «История археологии» (5-й класс), «Мир, открытый археологами» (7-й класс) и «Основы археологии и музейного дела» (8 класс, элективный курс).
Начиная с 1996 года ежегодно организуется гимназический лагерь «Выездные педагогические мастерские», в котором учащиеся участвуют в творческих мероприятиях, организуют которые старшеклассники. С 2007 года проводятся мастер-классы «Профи» по перспективным и востребованным профессиям социально-экономического профиля. Работает математический кружок. Издаётся сборник гимназических работ альманах «Insight». Периодически проходят заседания научного клуба «Сократ».

## Спорт и туризм
С 1991 года существует волейбольная секция, которой в настоящее время руководит Е. Е. Кудряшова. В 1997 году волейболисты гимназии выиграли первенство Москвы.
Силами преподавателей и учащихся гимназии организуются походы и экспедиции, проводятся турслёты. Действуют секция футбола и исторического фехтования.
В структурном подразделении 2 (бывшая СОШ 1032) на постоянной основе открыты классы, в которых обучаются юные спортсмены, воспитанники клуба «Юность Москвы». Для учащихся составлен индивидуальный учебный план, позволяющий совмещать утренние тренировки и освоение общеобразовательной программы.

## Школьная газета
«Пугачевка, 6» — издаётся с 1992 года, являясь одним из старейших школьных изданий Москвы. Своё название газета получила по месту расположения гимназии. Несколько раз принимала участие во Всероссийском конкурсе школьных изданий. В 2002 году на первом конкурсе «Пугачёвка, 6» заняла I место, на втором в 2003-ем — победила в номинации «Форпост» за оперативность и достоверность информации, на Шестом всероссийском конкурсе вошла в число лауреатов и была номинирована за верность традициям.
В апреле и мае выходят приложения «Театральное» и «Выпускник».
В 2000—2002 годах в гимназии издавалась альтернативная газета «7-40 Экспресс», в которой высказывалась другая точка зрения на жизнь в учебном заведении. Главным редактором «7-40 Экспресс» был Аарон Редактор — ученик старших классов.

## Руководство гимназии
Директор — Заслуженный учитель РФ Григорий Борисович Шандалов.